# JAL極楽とんぼ
JAL極楽とんぼ（ジャルごくらくとんぼ）は、北海道札幌市に所在する伝統舞踊団体である。

## 概要
日本航空をスポンサーに持っていた。主にHIPHOP調の曲で演舞を披露している。

## 沿革
1995年にYOSAKOIソーラン祭り（以下、YOSAKOI）第2回大会に初参加し、準YOSAKOIソーラン大賞を受賞。翌年にはYOSAKOIソーラン大賞を受賞。その後も数々の賞を受賞していた。2010年1月にチームのスポンサーである日本航空が、会社更生法を申請し経営破綻してチームスポンサーを撤退。これにより2010年末をもってチームも解散した。

### 年表
- 1995年 - YOSAKOI初参加、準YOSAKOIソーラン大賞を初受賞[1]
- 1996年 - YOSAKOIソーラン大賞を初受賞[1]
- 1999年 - 優秀賞を初受賞[1]
- 2001年 - 札幌商工会議所会頭賞を初受賞[1]
- 2002年 - 支部長賞を初受賞[1]
- 2003年 - JAL賞を初受賞[1]
- 2004年 - 高知市長賞を初受賞[1]
- 2010年 - チーム解散

## テーマ
- 1995年 - 極楽とんぼ参上![1]
- 1996年 - 黒忍者[1]
- 1997年 - JALで行くビジネスマン[1]
- 1998年 - JALカラー忍者[1]
- 1999年 - 忍者&悟空[1]
- 2000年 - 忍者in宇宙[1]
- 2001年 - 社会へのメッセージ[1]
- 2002年 - 忍者復活[1]
- 2003年 - 空を飛ぶGOKURAKU TOMBOW＜空人(くうど)＞[1]
- 2004年 - 空の妖精[1]
- 2005年 - 天空の楽園[1]
- 2006年 - GOKURAKU TOMBOW "PIRATES"[1]
- 2007年 - SAKURA POLIS[1]
- 2008年 - Shangri-la[1]
- 2009年 - Dream Skyward -夢-[1]
- 2010年 - 街（street）は祭り（art）だ[1]